# 圣伊莱尔德博瓦尔
圣伊莱尔德博瓦尔（法語：Saint-Hilaire-de-Beauvoir，法語發音：[sɛ̃.t‿ilɛʁ də bovwaʁ]）是法国埃罗省的一个市镇，属于蒙彼利埃区。

## 地理
圣伊莱尔德博瓦尔（43°45'23"N, 4°0'49"E）面积4.69 平方千米，位于法国奧克西塔尼大區埃罗省，该省份为法国南部沿海省份，南濒地中海，西南接奥德省，西北接塔恩省和阿韦龙省，东北与加尔省接壤。
与圣伊莱尔德博瓦尔接壤的市镇（或旧市镇、城区）包括：蒙托、博略、比济尼亚尔格、加拉尔格、圣让德科尔尼、索西讷。

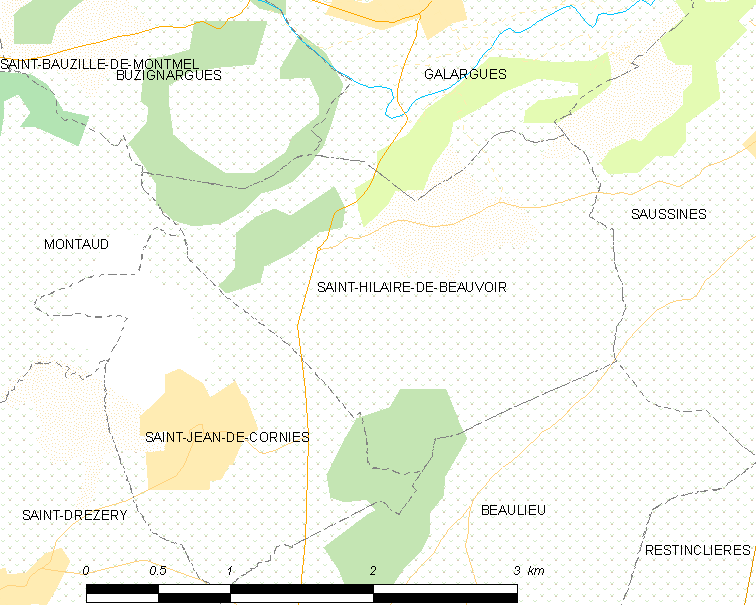
圣伊莱尔德博瓦尔的OSM定位图

圣伊莱尔德博瓦尔的时区为UTC+01:00、UTC+02:00（夏令时）。

## 行政
圣伊莱尔德博瓦尔的邮政编码为34160，INSEE市镇编码为34263。

## 政治
圣伊莱尔德博瓦尔所属的省级选区为圣热利迪费斯克县。

## 人口

1962-2008年间圣伊莱尔德博瓦尔人口变化图示

圣伊莱尔德博瓦尔于2022年1月1日时的人口数量为458人。